# A magyar labdarúgó-válogatott 2020. november 12-i mérkőzése
A magyar labdarúgó-válogatott második Európa-bajnoki pótselejtező mérkőzését Izland ellen játszotta, 2020. november 12-én. A mérkőzés győztese kijutott a 2020-as Európa-bajnokságra. Ez volt a magyar labdarúgó-válogatott 949. mérkőzése.

## Előzmények
A magyar válogatott az Eb-selejtezőben Horvátország, Wales és Szlovákia mögött a negyedik helyen végzett és nem kvalifikálta magát egyenes ágon a kontinenstornára. A Nemzetek Ligája C liga 2. csoportjában második lett, köszönhetően annak, hogy Görögország Vaszilisz Lambropulosz észtek elleni öngóljával kikaptak. Mivel Magyarország otthon 2–0-ra győzött a csoportelső Finnország ellen, így a görögök előtt 1 ponttal végzett, a Nemzetek Ligája összesített rangsorában pedig a 31. helyen zárt. Ez azért volt fontos, mert az Eb-selejtezőkön 20 csapat jutott ki egyenes ágon a tornára, a pótselejtezőbe pedig a nem kijutott csapatok közül először a csoportgyőztesekkel, majd pedig az NL-rangsor alapján töltötték fel a helyeket, így a 31. helyezéssel pótselejtezőt játszhatott a magyar válogatott. A sorsoláson az A ágra került Magyarország, ahol előbb idegenben Bulgária, majd továbbjutás esetén a Románia–Izland mérkőzés továbbjutója várt rájuk, a sorsolás értelmében hazai pályán. A bolgárok legyőzése után az utóbbi mérkőzés győztese Izland lett, így ők mérkőztek meg a magyarokkal.

## Helyszín
A találkozó a budapesti Puskás Arénában került megrendezésre. 

## Keretek
megjegyzés: A táblázatokban szereplő adatok a mérkőzés előtti állapotnak megfelelőek.
| Magyarország                                                                 | Magyarország       | Magyarország                    | Magyarország | Magyarország | Magyarország        | Magyarország                            |
| Poszt                                                                        | Név                | Születési idő és életkor        | Vál.         | Gól          | Klub                | Utolsó válogatottság                    |
| ---------------------------------------------------------------------------- | ------------------ | ------------------------------- | ------------ | ------------ | ------------------- | --------------------------------------- |
| K                                                                            | Dibusz Dénes       | 1990. november 16. (29 évesen)  | 10           | 0            | Ferencváros         | 2020. október 14-én Oroszország ellen   |
| K                                                                            | Gulácsi Péter      | 1990. május 6. (30 évesen)      | 35           | 0            | RB Leipzig          | 2020. október 11-én Szerbia ellen       |
| K                                                                            | Hegedüs Lajos      | 1987. december 19. (32 évesen)  | 0            | 0            | Paks                | —                                       |
| V                                                                            | Bese Barnabás      | 1994. május 6. (26 évesen)      | 22           | 0            | Oud-Heverlee Leuven | 2020. október 11-én Szerbia ellen       |
| V                                                                            | Botka Endre        | 1994. augusztus 25. (26 évesen) | 5            | 0            | Ferencváros         | 2020. október 14-én Oroszország ellen   |
| V                                                                            | Fiola Attila       | 1990. február 17. (30 évesen)   | 30           | 0            | MOL Fehérvár        | 2020. október 14-én Oroszország ellen   |
| V                                                                            | Hangya Szilveszter | 1994. január 2. (26 évesen)     | 6            | 0            | MOL Fehérvár        | 2020. október 11-én Szerbia ellen       |
| V                                                                            | Kecskés Ákos       | 1996. január 4. (24 évesen)     | 0            | 0            | Lugano              | —                                       |
| V                                                                            | Lang Ádám          | 1993. január 17. (27 évesen)    | 34           | 1            | Omónia              | 2020. október 11-én Szerbia ellen       |
| V                                                                            | Lovrencsics Gergő  | 1988. szeptember 1. (32 évesen) | 36           | 1            | Ferencváros         | 2019. november 19-én Wales ellen        |
| V                                                                            | Loïc Nego          | 1991. január 15. (29 évesen)    | 3            | 0            | MOL Fehérvár        | 2020. október 14-én Oroszország ellen   |
| V                                                                            | Szalai Attila      | 1998. január 20. (22 évesen)    | 6            | 0            | Apóllon Lemeszú     | 2020. október 14-én Oroszország ellen   |
| V                                                                            | Willi Orbán        | 1992. november 3. (28 évesen)   | 17           | 4            | RB Leipzig          | 2020. október 14-én Oroszország ellen   |
| KP                                                                           | Cseri Tamás        | 1988. január 15. (32 évesen)    | 1            | 0            | Mezőkövesd          | 2020. szeptember 6-án Oroszország ellen |
| KP                                                                           | Holender Filip     | 1994. június 27. (26 évesen)    | 11           | 1            | Partizan            | 2020. október 14-én Oroszország ellen   |
| KP                                                                           | Kalmár Zsolt       | 1995. június 9. (25 évesen)     | 21           | 1            | DAC                 | 2020. október 14-én Oroszország ellen   |
| KP                                                                           | Nagy Ádám          | 1995. június 17. (25 évesen)    | 41           | 1            | Bristol City        | 2020. október 14-én Oroszország ellen   |
| KP                                                                           | Schäfer András     | 1999. április 13. (21 évesen)   | 3            | 0            | DAC                 | 2020. október 14-én Oroszország ellen   |
| KP                                                                           | Sigér Dávid        | 1990. november 30. (29 évesen)  | 6            | 0            | Ferencváros         | 2020. október 14-én Oroszország ellen   |
| KP                                                                           | Szoboszlai Dominik | 2000. október 25. (20 évesen)   | 10           | 2            | Red Bull Salzburg   | 2020. szeptember 6-án Oroszország ellen |
| CS                                                                           | Gyurcsó Ádám       | 1991. március 6. (29 évesen)    | 18           | 3            | Hajduk Split        | 2017. június 9-én Andorra ellen         |
| CS                                                                           | Könyves Norbert    | 1989. június 10. (31 évesen)    | 2            | 1            | Zalaegerszeg        | 2020. október 14-én Oroszország ellen   |
| CS                                                                           | Nikolics Nemanja   | 1987. december 31. (32 évesen)  | 32           | 7            | MOL Fehérvár        | 2020. október 14-én Oroszország ellen   |
| CS                                                                           | Sallai Roland      | 1997. május 22. (23 évesen)     | 19           | 2            | SC Freiburg         | 2020. október 8-án Bulgária ellen       |
| CS                                                                           | Szalai Ádám        | 1987. december 9. (32 évesen)   | 66           | 21           | 1. FSV Mainz 05     | 2020. október 14-én Oroszország ellen   |
| CS                                                                           | Varga Kevin        | 1996. március 30. (24 évesen)   | 2            | 0            | Kasımpaşa           | 2020. október 14-én Oroszország ellen   |
| Szövetségi kapitány: Marco Rossi, (helyettese a mérkőzésen: Cosimo Inguscio) |                    |                                 |              |              |                     |                                         |

Megjegyzés:
- Marco Rossi pályaedzőjének, Giovanni Costantinonak pozitív lett a koronavírus-tesztje, így nem vehetett részt az edzéseken és a mérkőzésen.[5]
- A keretnek eredetileg Kleinheisler László is a tagja lett volna, azonban klubja, az NK Osijek nem engedte el, mert a csapatban koronavírus-fertőzöttet találtak, és az egész csapatnak karanténba kellett vonulnia.[6]
- Három nappal a mérkőzés előtt az osztrák szabályok miatt kérdésessé vált Szoboszlai Dominik kerethez csatlakozása, miután klubcsapatában, az FC Red Bull Salzburgban hat csapattársának is pozitív lett a koronavírus-tesztje.[7] Az egy nappal később megismételt, és mindenkinél negatívnak bizonyuló teszteredményeknek köszönhetően végül mégis elengedték őt a válogatotthoz.[8]
- Az MLSZ egy nappal a mérkőzés előtt közleményben tudatta, hogy a korábbi negatív teszteredményeket követően Marco Rossi legfrissebb tesztje pozitív eredményt mutatott, így ő sem lehetett ott a mérkőzésen.[9]

| Izland                           | Izland                | Izland                          | Izland | Izland | Izland             | Izland                              |
| Poszt                            | Név                   | Születési idő és életkor        | Vál.   | Gól    | Klub               | Utolsó válogatottság                |
| -------------------------------- | --------------------- | ------------------------------- | ------ | ------ | ------------------ | ----------------------------------- |
| K                                | Hannes Halldórsson    | 1984. április 27. (36 évesen)   | 71     | 0      | Valur              | 2020. október 11-én Dánia ellen     |
| K                                | Ögmundur Kristinsson  | 1989. június 19. (31 évesen)    | 16     | 0      | Olimbiakósz        | 2020. szeptember 8-án Belgium ellen |
| K                                | Rúnar Alex Rúnarsson  | 1995. február 18. (25 évesen)   | 6      | 0      | Arsenal            | 2020. október 14-én Belgium ellen   |
| V                                | Ari Freyr Skúlason    | 1987. május 14. (33 évesen)     | 74     | 0      | Oostende           | 2020. október 14-én Belgium ellen   |
| V                                | Birkir Már Sævarsson  | 1984. november 11. (36 évesen)  | 93     | 2      | Valur              | 2020. október 14-én Belgium ellen   |
| V                                | Hörður Magnússon      | 1993. február 11. (27 évesen)   | 31     | 0      | CSZKA Moszkva      | 2020. október 14-én Belgium ellen   |
| V                                | Hólmar Örn Eyjólfsson | 1990. augusztus 6. (30 évesen)  | 16     | 2      | Rosenborg          | 2020. október 14-én Belgium ellen   |
| V                                | Hjörtur Hermannsson   | 1995. február 8. (25 évesen)    | 17     | 1      | Brøndby            | 2020. október 14-én Belgium ellen   |
| V                                | Kári Árnason          | 1982. október 13. (38 évesen)   | 85     | 6      | Víkingur Reykjavík | 2020. október 8-án Románia ellen    |
| V                                | Ragnar Sigurðsson     | 1986. június 19. (34 évesen)    | 32     | 3      | København          | 2020. október 11-én Dánia ellen     |
| V                                | Sverrir Ingi Ingason  | 1993. augusztus 5. (27 évesen)  | 32     | 3      | PAÓK               | 2020. október 14-én Belgium ellen   |
| V                                | Victor Pálsson        | 1991. április 30. (29 évesen)   | 9      | 0      | Darmstadt          | 2020. október 14-én Belgium ellen   |
| KP                               | Arnór Sigurdsson      | 1999. május 15. (21 évesen)     | 11     | 2      | CSZKA Moszkva      | 2020. szeptember 8-án Belgium ellen |
| KP                               | Aron Gunnarsson       | 1989. április 22. (31 évesen)   | 88     | 2      | El-Arabi           | 2020. október 11-én Dánia ellen     |
| KP                               | Birkir Bjarnason      | 1988. május 27. (32 évesen)     | 93     | 2      | Brescia            | 2020. október 14-én Belgium ellen   |
| KP                               | Gylfi Sigurðsson      | 1989. szeptember 8. (31 évesen) | 75     | 24     | Everton            | 2020. október 11-én Dánia ellen     |
| KP                               | Rúnar Sigurjónsson    | 1990. június 18. (30 évesen)    | 27     | 1      | Asztana            | 2020. október 14-én Belgium ellen   |
| CS                               | Albert Guðmundsson    | 1997. június 15. (23 évesen)    | 14     | 3      | AZ                 | 2020. október 14-én Belgium ellen   |
| CS                               | Alfreð Finnbogason    | 1989. február 1. (31 évesen)    | 59     | 15     | Augsburg           | 2020. október 11-én Dánia ellen     |
| CS                               | Jóhann Gudmundsson    | 1990. október 27. (30 évesen)   | 76     | 7      | Burnley            | 2020. október 8-án Románia ellen    |
| CS                               | Jón Daði Böðvarsson   | 1992. május 25. (28 évesen)     | 51     | 3      | Millwall           | 2020. október 14-én Belgium ellen   |
| CS                               | Kolbeinn Sigþórsson   | 1990. március 14. (30 évesen)   | 60     | 26     | AIK                | 2020. október 14-én Belgium ellen   |
| CS                               | Vidar Kjartansson     | 1990. március 11. (30 évesen)   | 27     | 3      | Vålerenga          | 2020. október 14-én Belgium ellen   |
| Szövetségi kapitány: Erik Hamrén |                       |                                 |        |        |                    |                                     |

Megjegyzés:
- Arnór Ingvi Traustason csapatában a Malmö FF-ben koronavírus-fertőzötteket találtak, de a játékos tesztje negatív lett. Így csatlakozhatott volna a kerethez, de elővigyázatosságból a szövetség mégsem hívta be a labdarúgót.[11]

## A mérkőzés
| 2020. november 12. 20:45 |

| Magyarország              | 2–1               | Izland            |
| ------------------------- | ----------------- | ----------------- |
| Nego 88' Szoboszlai 90+2' | (0–1) Jegyzőkönyv | G. Sigurðsson 11' |

| Puskás Aréna, Budapest Nézőszám: zártkapus Játékvezető: Björn Kuipers (holland) Asszisztensek: Sander van Roekel és Erwin Zeinstra |

| Magyarország | Izland |

| K                        | 1  | Gulácsi     |     |     |
| V                        | 5  | Fiola       |     | 61' |
| V                        | 6  | Orbán       |     |     |
| V                        | 4  | Szalai A.   | 63' |     |
| KP                       | 15 | Botka       |     |     |
| KP                       | 13 | Kalmár      |     | 61' |
| KP                       | 8  | Nagy Á.     |     | 84' |
| KP                       | 10 | Szoboszlai  |     |     |
| KP                       | 11 | Holender    |     | 72' |
| CS                       | 20 | Sallai      |     |     |
| CS                       | 9  | Szalai Á.   |     | 84' |
| Cserék:                  |    |             |     |     |
| V                        | 14 | Lovrencsics |     | 61' |
| KP                       | 18 | Sigér       |     | 61' |
| CS                       | 23 | Nikolics    |     | 72' |
| KP                       | 7  | Nego        |     | 84' |
| CS                       | 19 | Könyves     |     | 84' |
| Fel nem használt cserék: |    |             |     |     |
| K                        | 12 | Dibusz      |     |     |
| K                        | 22 | Hegedüs     |     |     |
| V                        | 2  | Lang        |     |     |
| V                        | 3  | Hangya      |     |     |
| CS                       | 16 | Varga       |     |     |
| KP                       | 17 | Schäfer     |     |     |
| V                        | 21 | Bese        |     |     |
| Vezetőedző:              |    |             |     |     |
| Cosimo Inguscio          |    |             |     |     |

| K                        | 1  | Halldórsson   |       |     |
| V                        | 4  | Pálsson       |       |     |
| V                        | 6  | R. Sigurðsson |       |     |
| V                        | 14 | Árnason       |       |     |
| V                        | 18 | H. Magnússon  |       |     |
| KP                       | 16 | Sigurjónsson  |       | 87' |
| KP                       | 17 | A. Gunnarsson |       | 83' |
| KP                       | 10 | G. Sigurðsson | 5'    |     |
| KP                       | 7  | Gudmundsson   |       | 73' |
| CS                       | 8  | B. Bjarnason  |       |     |
| CS                       | 11 | Finnbogason   |       | 73' |
| Cserék:                  |    |               |       |     |
| CS                       | 22 | Böðvarsson    |       | 73' |
| CS                       | 20 | Guðmundsson   |       | 73' |
| V                        | 23 | A. Skúlason   |       | 83' |
| V                        | 5  | Ingason       | 90+5' | 87' |
| Fel nem használt cserék: |    |               |       |     |
| K                        | 12 | Kristinsson   |       |     |
| K                        | 13 | Rúnarsson     |       |     |
| V                        | 2  | Sævarsson     |       |     |
| V                        | 3  | Eyjólfsson    |       |     |
| CS                       | 9  | Sigþórsson    |       |     |
| V                        | 15 | Hermannsson   |       |     |
| CS                       | 19 | Kjartansson   |       |     |
| KP                       | 21 | Sigurðsson    |       |     |
| Vezetőedző:              |    |               |       |     |
| Erik Hamrén              |    |               |       |     |

| Negyedik játékvezető: Serdar Gözübüyük (holland) Videobíró: Pol van Boekel (holland) Videobíró asszisztens: Dennis Higler (holland) |

Statisztika
| Magyarország | [ 12 ]                | Izland |
| ------------ | --------------------- | ------ |
| 67           | Labdabirtoklás (%)    | 33     |
| 2            | Gól                   | 1      |
| 1            | Sárga lap             | 2      |
| 0            | Piros lap             | 0      |
| 9            | Szöglet               | 3      |
| 0            | Les                   | 4      |
| 16           | Lövés                 | 15     |
| 7            | Kaput eltalált lövés  | 5      |
| 7            | Blokkolt lövés        | 7      |
| 684          | Passz                 | 264    |
| 588          | Sikeres passz         | 174    |
| 86           | Passz hatékonyság (%) | 66     |
| 15           | Szabálytalanságok     | 16     |